# Incident 28. února
Incident 28. února, také známý jako incident 228 (čínsky v českém přepisu Er er pa š’-ťien, pchin-jinem Èr èr bā shìjiàn, znaky 二二八事件) je název pro povstání a masakr, které vypukly na Tchaj-wanu 28. února 1947 v důsledku nespokojenosti tchajwanských obyvatel s autoritářským režimem čínské kuomintangské správy, která nad Tchaj-wanem v roce 1945 převzala správu. V následujících necelých dvou letech se životní standard a i obecně celá situace na Tchaj-wanu natolik zhoršila, že zdánlivě nedůležitý incident vyústil v Bílý teror, kvůli kterému nakonec zemřelo několik tisíc až desítek tisíc Tchajwanců.

## Příčiny

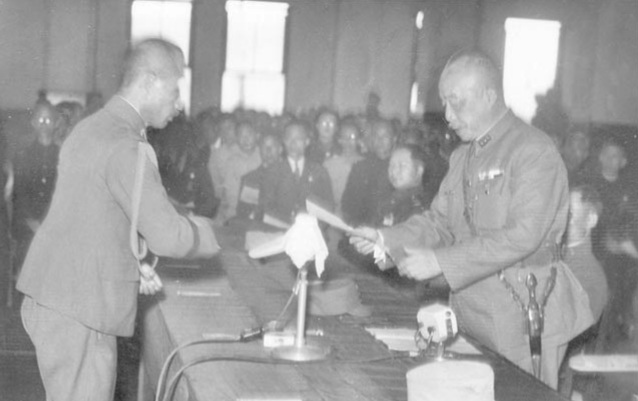
Předání Tchaj-wanu z rukou Japonska (Haruki Isajama) do rukou KMT (Čchen I) 1945

Ostrov Tchaj-wan měl po prohře Japonska ve druhé světové válce připadnout pod správu čínské kuomintangské administrativy. Stalo se tak 25. října 1945, kdy generál Čchen I převzal kapitulaci Japonců a spolu s ní i nadvládu nad ostrovem. Tchajwanci po padesáti letech japonské okupace doufali ve větší svobodu, správu Číny tak zpočátku vítali. Pravdou však zůstávalo, že si Čína a Tchaj-wan vzájemně příliš nedůvěřovaly, jelikož zatímco Tchaj-wan pod správou Japonska vzkvétal, v Číně panovala bída. Přestože tou dobou ostrov obývali nejen japonští vojáci, kteří v zemi do té doby udržovali pořádek a postihovali jakékoliv proti-japonské chování, ale i japonští civilisté, kuomintangská správa byla zpočátku přijata poměrně pozitivně.
Situace se však změnila, když si tchajwanská strana uvědomila, že jim nebude dopřán takový stupeň autonomie, jaký požadovali. Čankajšek jmenoval guvernérem Tchaj-wanu svého přítele Čchen Iho, přestože se na Tchaj-wanu předpokládalo, že bude zvolen tchajwanský guvernér, který bude respektovat právo Tchaj-wanu na sebeurčení. Problémem však nebyl pouze to, že zvolili netchajwanského guvernéra, ale i to, že Čchen I měl na Tchaj-wanu špatnou pověst (v čínské provincii Fu-ťien, jejímž guvernérem se v letech 1934–1941 také stal zásluhou Čankajška, zavedl model nazývaný nezbytný státní socialismus, díky kterému mohl s územím jednoduše zacházet, jak se mu zachtělo, v roce 1935 poté navštívil Tchaj-wan a gratuloval Tchajwancům ke štěstí, které je provázelo díky japonské správě. Tyto události si někteří starší Tchajwanci pamatovali a přirozeně k Čchen Imu chovali jistou nedůvěru).

### Okupace ostrova
Když byl 25. října 1945 ostrov oficiálně převzat čínskou správou, Tchajwanci stále doufali v to, že je tato nová správa povede k hospodářskému rozkvětu, ale i v tom se mýlili. Čchen I se rozhodl, že se k ostrovu bude chovat jako k dobytému, ne osvobozenému. Nejdříve se rozhodl vyhostit z ostrova Japonce, následně Kuomintang postupně začal získávat pod kontrolu podniky, které tvořily valnou část tchajwanské produkce, do jejichž vedoucích míst dosadil Číňany, a to na úkor nejen Japonců, ale i Tchajwanců. Na přední místa se tak dostávaly nekvalifikované osoby, které ještě dále přidělovaly další místa svým známým a příbuzným, čímž ještě více situaci zhoršovaly a podniky tak krachovaly. K nespokojenosti obyvatelstva vedlo také rozkrádání, především majetku, který byl ve velkém odvážen z Tchaj-wanu do pevninské Číny, která byla vysílena a vyčerpána válkou s Japonskem i vnitrostátními válkami. Za toto rozkrádání dle nařízení, které vydala Čchen Iho správa, nebyl nikdo potrestán. Tchaj-wan se začal potýkat s problémy vysokých cen a nedostatku potravin, ale i se zhoršením zdravotní péče. Jelikož byl Tchaj-wan v rámci okupace Japonskem vnímán jako modelový stát, tudíž zde byla budována rozsáhlá infrastruktura, produkce podporována, stejně tak podporováno právo na soukromé vlastnictví, bylo pro Tchajwance obrovským zklamáním, když viděli, jakým se země vyvíjí směrem. Nejen, že se údajně hrubý domácí produkt Tchaj-wanu snížil až o 17 %, ale desetitisíce Tchajwanců byly propouštěny z veřejných sektorů a nahrazovány ve svých pozicích méně způsobilými pevninskými Číňany.
V rámci prvních tchajwanských voleb v únoru 1946 Tchajwanci stále doufali ve zlepšení situace. dosazení vlastních zástupců a v získání lepších práv. To se však nepodařilo, Čchen I si dosazoval své známé, rozšiřovala se korupce , což ještě více provokovalo tchajwanské obyvatelstvo, které ještě více zdrtila skutečnost, že provinční vláda na začátku roku 1947 zvýšila daně, začala propouštět státní zaměstnance, přestože již nezaměstnanost na Tchaj-wanu byla vysoká. Místa, která Tchajwanci uvolní tak měla být přidělena přistěhovalcům z pevniny. Obecně se pevninské obyvatelstvo Číny mělo daleko lépe na úkor původních Tchajwanců. K následujícím nepokojům vedl i fakt, že USA na situaci na Tchaj-wanu nijak nereagovali.

## Průběh

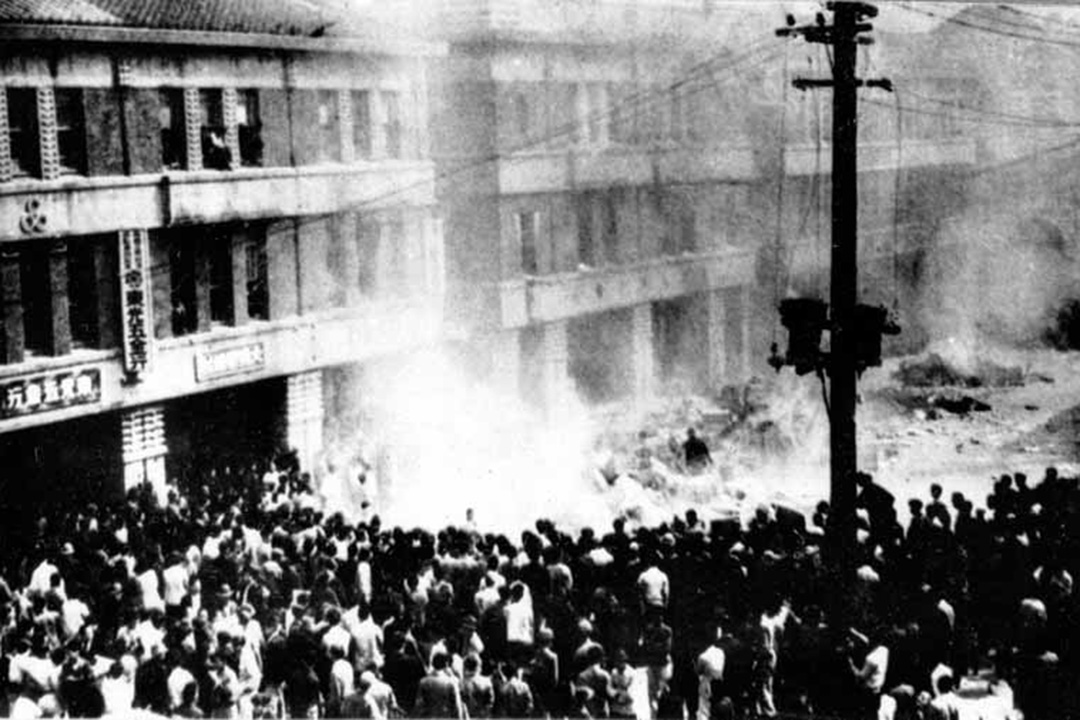
Dav shromážděný před budovou tabákového monopolu, Tchaj-pej,
28. února 1947

Incident začal v podstatě nevinně. Pro spoustu obyvatel bezvýchodná situace, kdy lidé marně hledali legální práci, zapříčinila to, že se rychle začal rozvíjet černý trh. Okupační správa fungovala na principu tvrdé kontroly obyvatel a jakékoliv nezákonné živobytí bylo přísně potrestáno. Krutá doba však vedla Tchajwance k zoufalým činům. Chudá žena, která se snažila v parku v Tchaj-peji prodat několik balíčků cigaret, byla obviněna z prodeje nezdaněného zboží a nakonec jedním agentem úřadu tabákového monopolu zasažena ranou do hlavy, načež zemřela. Údajně se na místě stihlo shromáždit množství lidí, kteří se proti agentům postavili, avšak ti se na ně neohlíželi a na místě zůstal ještě jeden mrtvý. Tento incident vyústil následující den k demonstracím a průvodům s prapory a peticemi, které hlásaly potrestání vrahů a změnu monopolního zákona. Se svou žádostí zamířili přímo k paláci guvernéra Čchen Iho, avšak situace se ještě více vyhrotila ve chvíli, kdy demonstranti zjistili, že byli zbiti další dva chlapci - sami zabili viníky a následovaly další dny plné násilí.
Ozbrojení vojáci bez upozornění postřelili demonstranty a následně se na ulicích začala projevovat i nespokojenost Tchajwanců, kteří na oplátku ubíjeli i civilní přistěhovalce. Několika demonstrantům se podařilo proniknout do budovy rozhlasu, kde přinutili redakci, aby odvysílala zprávu o masakru v ulicích. Guvernér panikaří a vyhlašuje stanné právo, které nakonec pod tlakem ruší a snaží se s demonstrujícími Tchajwanci udobřit.
Čchen I následující den prohlásil, že situace, která nastala, je vyšetřena a finanční náhrady rozdány. Byla stanovena Komise na prozkoumání Incidentu 228, která měla situaci vyřešit - nakonec předkládá guvernérovi listinu "32 požadavků", ve které apeluje na reorganizaci moci a ekonomiky s důrazem na spokojenost původního obyvatelstva. Tyto požadavky guvernér naoko přijímá.
V tuto chvíli ale ani jeho prohlášení nepomohlo, jelikož Tchajwanci neprotestovali jen proti tomuto konkrétnímu incidentu, ale i proti vládě a situaci, která postupně vznikala od roku 1945, kdy japonskou okupační správu nahradilo vedení Kuomintangu. Tchajwanci začali na ulice vylepovat plakáty a požadovat po Čchen Im reformy vlády a systému, např. snížení pravomocí Kuomintangu v období voleb a svobodu slova bez cenzury tisku. V ulicích dále zuří nepokoje a umírají další lidé. Vznikla také Tchajwanská liga mládeže, hnutí, které požadovalo větší zapojení Tchaj-wanu jakožto modelové provincie Číny s co největší autonomií, také ale přímé volby guvernéra i funkcionářů. Veškeré požadavky měly vést k zlepšení hospodářství, snížení nezaměstnanosti, rozvoji kultury a zajištění demokracie. Demonstranti však požadovali i změny v armádě: vojenské policii by mělo být zakázáno zatýkat civilisty a Tchajwanci sloužící v armádě měli být povolávání ke službě na Tchaj-wanu, nikoli i v Číně. Množství požadavků a jejich znění však bylo na Čchen Iho příliš a i když tvrdil, že vojáky nenasadí, o ně v telegramu Čankajškovi požádal. Vojáci se 8. března vylodili v Ťi-lungu a prostříleli si cestu k Tchaj-peji.
Pro Tchajwance, kteří věřili v naplnění listiny "32 požadavků", byly následující týdny šokem. Opět bylo vyhlášeno stanné právo, vojáci po příchodu do hlavního města bez milosti rabovali a vraždili civilní obyvatelstvo. Lidé, kteří se podíleli na demonstracích, tvorbě proti-vládních tiskovin a letáků byli zatýkáni a popravováni, po tisících, postupně již více s rozmyslem - nejvíce spadeno však měli na elitu národa, počínaje lékaři, konče studenty. Cenzura se ještě více rozšířila a kromě povolených tiskovin byl výdej ostatních tiskovin zakázán. Rabování a vraždění dále pokračovalo a bylo zastaveno až 17. března, kdy do Tchaj-peje přiletěl vyslanec Čankajška Paj Čchung-si v doprovodu Čankajškova syna Ťiang Ťing-kua. Zatýkalo se však až do konce roku 1947.

## Důsledky
V roce 1949, když uprchl Čankajšek před Komunisty na Tchaj-wan, přestože se Čchen Iho zpočátku zastával, ho nakonec musel, pod tlakem a negativními ohlasy na Čchen Iho vedení Tchaj-wanu, odvolat a posléze roku 1950 i nechat popravit. Na Tchaj-wanu byl dosazen guvernér Wej Tchao-ming, který se snažil opět nastolit diktaturu.
Bezprostředně po incidentu 228 se kuomintangská propaganda snažila vzniklý masakr prohlásit za dílo tchajwanských komunistů. Přestože toto tvrzení nemohlo obstát, jelikož komunistická strana na Tchaj-wanu čítala jen malé množství lidí, a tak dění v zemi ani natolik ovlivňovat nemohla, měli Tchajwanci strach mluvit. Incident tak byl po dlouhá léta tabuizován. Toto období, také nazývané bílý teror, trvalo až do roku 1987, tedy 40 let.
Až ke konci osmdesátých let, kdy začala demokratizace Tchaj-wanu, se o událostech začalo postupně otevřeně mluvit. Obětem masakru byl postaven pomník a pozůstalým byly vyplaceny finanční náhrady. V rámci připomínání si této události byly, počínaje rokem 1992, stavěny památníky po celém Tchaj-wanu, události nám připomínají i parky a muzea, která v názvu nesou symbolické číslo "228", které odkazuje k 28. únoru.